# Tarbes

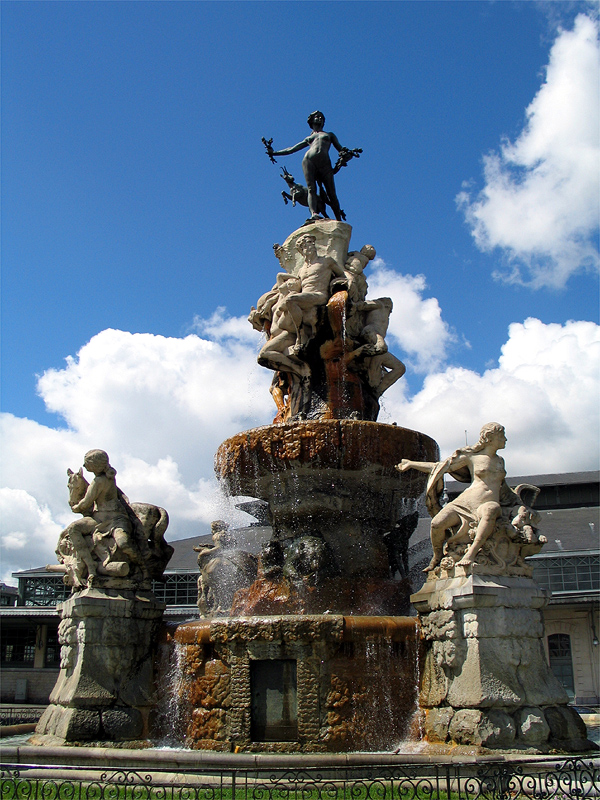
Place Marcadieu i Tarbes

Tarbes (occitanska: Tarba) är en stad och kommun i departementet Hautes-Pyrénées i regionen Occitanien i sydvästra Frankrike. Huvudort i departementet Hautes-Pyrénées i Pyrenéerna. År 2022 hade Tarbes 44 529 invånare.
Fältmarskalk Ferdinand Foch (1851-1929) är född här. Den portugisiske författaren Paulo Coelho bor här tillsammans med sin fru Christina, när de inte bor i Rio de Janerio.

## Befolkningsutveckling
Antalet invånare i kommunen Tarbes
| Referens: INSEE |